# 莫蒂默斯克罗斯战役
 – 莫蒂默斯克罗斯战役； – 其他战役； – 其他地点
莫蒂默斯克罗斯战役是玫瑰战争中的一场主要战役，于1461年2月2日发生在赫里福德郡威格莫尔（位于拉格河沿岸，莱姆斯特和伦特沃丁之间）附近，离威尔士边境不远。这场战役中，兰开斯特军队由欧文·都铎和贾斯珀·都铎父子，以及忠于亨利六世国王、安茹的玛格丽特王后和17岁的王太子威尔士亲王爱德华的贵族们领导；约克军队则由马奇伯爵爱德华领导。有些资料说这场战役发生于2月3日,关于战役发生的具体地点也是众说纷纭。

## 背景
1460年亨利六世被俘，约克公爵理查（马奇伯爵爱德华的父亲）企图罢免亨利，自己称王。理查最亲近的支持者尝试劝阻他，但是，理查最终得到了取消威尔士亲王爱德华的继承权，并认可他和他的后代继承亨利的王位的调解法案。约克的敌人们受到安茹的玛格丽特王后的启发，开始在威尔士和北英格兰起兵。面对来势汹汹的敌军，理查派遣他18岁的长子——即马奇的爱德华——前往威尔士边界聚集支持者，他自己则带领军队向北进发。12月30日，理查死在了韦克菲尔德战役中。
约克死后，马奇的爱德华继承了他的爵位和宣称，成为了第四代约克公爵。此时，爱德华需要阻止由都铎父子——欧文·都铎和彭布罗克伯爵贾斯珀——领导的威尔士兰开斯特军队与兰开斯特军队的主体会合。欧文是瓦卢瓦的凯瑟琳（亨利五世的遗孀）的第二任丈夫；两个儿子（贾斯珀和埃德蒙）作为亨利六世的同母异父兄弟，皆被授勋为伯爵，因此都铎家族成为了南威尔士的豪族。欧文从卡马森郡和彭布罗克郡的都铎领地带来了威尔士人，招募了一些法兰西和布列塔尼的商人，又将威尔特郡和奥蒙德伯爵詹姆斯·巴特勒领导的爱尔兰部队纳入麾下，从而组织起了一支部队。以威格莫尔城堡为基地的爱德华，也从威尔士和几个临近的属于英格兰的郡聚集了自己的兵马。他的支持者有奥德利勋爵、威尔顿的格雷勋爵、拉格伦的威廉·赫伯特爵士、沃尔特·德弗罗爵士和汉弗莱·斯塔福德。在格洛斯特度过圣诞节后，爱德华计划返回伦敦。然而，随着贾斯珀·都铎的军队不断迫近，爱德华更改了计划：为了阻挡贾斯珀的军队与位于伦敦的兰开斯特军的主体会合，爱德华挥师北上，将一支约有五千人的军队带到了莫蒂默斯克罗斯。

## 幻日
2月2日这一天的清晨，莫蒂默斯克罗斯发生了名为幻日的气象现象：天上同时“出现”的三个太阳。爱德华的士兵们看到这一景象，皆大惊失色，爱德华就告诉士兵们，三个太阳代表了神圣的三位一体，所以这一景象就是说明上帝站在他们这边，这些话成功安抚了士兵们。接着，爱德华将幻日的景象当作自己的徽章，即“光辉灿烂的太阳”。威廉·莎士比亚在亨利六世的第三部分中描写了这一场面(见下方)。莎伦·凯·彭曼也在自己的剧作光辉灿烂的太阳中描写了这一场面。

## 战斗
约克军的一个谋士理查德·克罗夫特爵士(来自克罗夫特城堡的本地贵族)建议把弓箭手安放在十字路口（今A4110公路与B4362公路的汇合处），以此阻止兰开斯特军的行进。兰开斯特军在人数上比约克军少了一千左右，而且从未打过仗，所以当时他们或许并不想战斗。但是，到了中午，他们发现为了渡过拉格河就必须迎战。因此，兰开斯特军开始进攻——巴特勒的‘战斗’师发起了第一次进攻，迫使爱德华的右路军撤退到道路的另一侧并解散。贾斯珀对战爱德华的中路军，但是被击败。欧文试图包围爱德华的左路军，同样被击败，导致他的军队开始溃败，这就造就了约克军的大捷——贾斯珀的中路军在随后也被击溃。欧文的士兵们迅速逃离了战场，约克军则在后面追逐着他们，一直追到了约17英里以外的赫里福德。最后，约克军抓住了欧文，并处他以斩首。

## 战后
本次战役打断了爱德华前往中部地区的计划。与此同时，带着被俘虏的亨利六世的沃里克伯爵理查德·内维尔被迫独自阻止安茹的玛格丽特的军队前往伦敦。他把军队部署在圣奥尔本斯北方的主干道（叫做惠特靈大道的古罗马道路）上。虽然内维尔在随后的战役中败北，但是玛格丽特并没能抵达伦敦。因为抢劫，兰开斯特军队名声狼藉，所以当他们抵达伦敦城外时，他们发现，伦敦人把门给封死了。正当玛格丽特犹豫不决之时，传来了约克军莫蒂默斯克罗斯大捷的消息。兰开斯特军只得沿邓斯特布尔撤退，路上，许多苏格兰人和边民带着掠夺品逃回了家。爱德华和内维尔在3月2日抵达了伦敦，旋即，爱德华即国王位，是为爱德华四世。几周之后，约克军陶顿大捷，确定了爱德华对王位的控制。

## 莎士比亚剧作
莎士比亚在亨利六世第三部分第二幕的第一场中描述了幻日现象和它的预兆：
是三个光辉灿烂的太阳，每一个都十分齐整，
没有浮云遮隔，
它们中间只有一片青天。
看呀，看！它们彼此靠拢了，互相拥抱了，正像在接吻，
它们似乎是在订立牢不可破的联盟。
此刻它们已经融合为一，只剩下一盏灯、一团火、一个太阳。
这片奇景一定是上天的某种预兆。
莎士比亚省去了对战斗的描写。